# L'ombra
L'ombra é um filme de drama produzido na Itália, dirigido por Giorgio Bianchi e com atuações de Märta Torén e Pierre Cressoy.